# Oltcit Club
Présentée à la Foire internationale de Bucarest le 15 octobre 1981, l'Oltcit Club a été vendue entre 1981 et 1994. 
Elle a été également vendue en Europe de l'Ouest en tant que Citroën Axel.

## Projet Y
Entre 1968 et 1973, Citroën tente un rapprochement avec Fiat afin de réaliser des économies et de nouer des accords techniques et commerciaux. Cependant, le gouvernement français met son veto à la cession de Citroën à Fiat et pousse Peugeot à absorber Citroën en décembre 1974. 
Durant cette période de rapprochement entre Citroën et Fiat, Citroën a tenté d'adapter la Fiat 127, tout juste lancée, avec l'étude RA. Faute d'accord sur les prix de revient, l'idée avorte. Au même moment, en 1972, les ingénieurs de Citroën lancent le projet Y : une petite berline cinq portes équipée de moteurs refroidis par air avec un moteur bicylindre dérivé de celui de la 2CV ou quatre cylindres d'origine GS, et suspensions à barres de torsion. 
Après la reprise de Citroën par Peugeot, le groupe décide d'abandonner le projet Y (malgré sa finalisation prévue pour courant 1976) jugé insuffisamment avancé et ayant déjà coûté cher au groupe qui doit composer avec les échecs du moteur rotatif et du développement des CX, GS et SM. Peugeot impose en urgence le projet RB, basé sur une carrosserie coupé  de la Peugeot 104 à mécanique Ami 8, qui sera la future Citroën LN. Conjointement, en 1975, est également étudiée la Citroën Visa (projet VD) ; Robert Opron et Jean Giret, les stylistes de Citroën s'inspirent de la ligne du projet Y pour la Visa.

## Création d'Oltcit
En 1976, le dictateur roumain Nicolae Ceaușescu lance un appel d'offres pour la fourniture d'une usine et d'un modèle à fabriquer afin de développer l'industrie automobile de la république socialiste de Roumanie. Cette opportunité arrange les ingénieurs de chez Citroën qui refusaient d'abandonner le véhicule Y. Face à l'ouest-allemand Volkswagen, le groupe français sort vainqueur.
Peugeot ressort de ses tiroirs le projet Y, prenant dorénavant l'appellation « TA », pour l'industrialiser à bas coût en Roumanie, George Taylor. Le 30 décembre 1976, la société Oltcit, codétenue par Citroën à 36 % et à 64 % par l'État roumain (pour un investissement total de 2,5 milliards de Francs) est créée. L'Oltcit roumaine est donc la dernière voiture de conception 100 % Citroën puisque antérieure au rachat par Peugeot. L'usine comprise dans le contrat pour 1,5 milliard de francs est ultra-moderne pour son époque par rapport aux standards d'Europe de l'Est. Celle-ci devait être opérationnelle dès 1978, mais de nombreux retards imputables à la bureaucratie roumaine font que la mise en production n'a lieu qu'en 1981, avec une production initiale prévue de 130 000 exemplaires par an. 
Comme l'Oltcit se vend mal en Europe de l'Est, PSA apporte son aide en distribuant 50 % des voitures fabriquées sous le nom d'Axel dans plusieurs pays non communistes (France, Belgique, Pays-Bas, Autriche et Italie) mais également en guise de contrepartie des importations de pièces Citroën en Roumanie,. Citroën récupère dès lors une voiture à un prix défiant toute concurrence, ce qui permet également de compenser les frais liés aux études menées pour le projet Y.